# 貧鈾彈

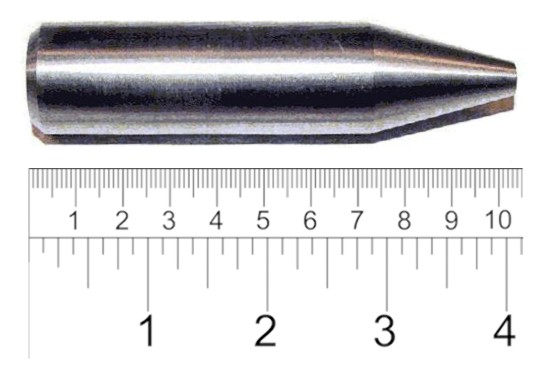
9釐米的圓形衰變鈾穿甲彈

衰變鈾彈（英語：Depleted uranium ammunition）中國稱貧鈾、又稱貧化鈾彈或耗弱鈾彈，是指彈體使用提煉出鈾-235這類高放射性物質時留下的殘餘材料為主原料的合金所製成的彈頭。衰變鈾彈因撞擊和燃燒所產生的衰變鈾氣溶膠和粉末可能會擴散到自然環境中，而衰變鈾具有化學毒性及放射性，進而污染撞擊地點周圍的大片區域，所以使用衰變鈾彈的正當性也備受爭議。大多數國家不會拿來裝備防衛部隊，而是多用於進攻遠離本土的地方。由於離開國土進行長距離的戰爭極為考驗國力和軍事後勤，因此目前全世界只有美國、烏克蘭和俄羅斯在戰争中實際使用過衰變鈾彈。現在包括法國、日本等多個國家均研製裝備有該種武器。

## 特性
衰變鈾的密度約19g/cm3，是鐵（約8g/cm3）的2.5倍、鉛（約11g/cm3）的1.7倍，所以使用衰變鈾合金在砲彈等兵器上，可使砲彈得到較大的動能。衰變鈾主要用來製作攻擊坦克等装甲戰車的穿甲彈。鎢合金也可以作為是攻擊戰車用砲彈的原料，雖然其密度與衰變鈾接近，但在命中裝甲板時，彈頭尖端會變形成蘑菇狀趨鈍。而衰變鈾彈頭命中裝甲板時，會因為自銳現象(self-sharpening)而更趨銳利。因此衰變鈾彈頭較相同質量的鎢彈具有更強穿透力。
另外，由於鈾單質的熔點1132℃較低，所以衰變鈾彈頭命中時，容易因為摩擦熱而熔解、飛散，而飛散產生的金屬氣溶膠被空氣中的氧氣氧化過程又會引發燃燒（就如鎂等金屬燃燒效果）。因此，使用衰變鈾還能夠造成彈頭命中後約攝氏三千度的燒灼加強效果。因此衰變鈾不只能够提供對戰車砲彈的高貫穿力，也能夠釋放高熱量來毀滅，可說其確實是作為彈頭難能可貴的材料。

### 六氟化鈾
大多數衰變鈾以六氟化鈾的形式儲存，而後者是一種有毒的晶化固體。
| 國家                 | 組織                      | 預估衰變鈾儲量 (頓) | 报告年份 |
| -------------------- | ------------------------- | ------------------- | -------- |
| 美国                 | 美國能源部                | 480,000             | 2002     |
| 俄羅斯               | FAEA                      | 460,000             | 1996     |
| 法國                 | 核燃料總公司              | 190,000             | 2001     |
| 英国                 | BNFL                      | 30,000              | 2001     |
| - 英国 - 德国 - 荷蘭 | URENCO                    | 16,000              | 1999     |
| 日本                 | JNFL                      | 10,000              | 2001     |
| 中國                 | 中国核工业集团            | 2,000               | 2000     |
|                      | KAERI                     | 200                 | 2002     |
| 南非                 | NECSA                     | 73                  | 2001     |
| 新加坡               | DSO National Laboratories | 60                  | 2007     |
| 總計                 |                           | 1,188,273           |          |

## 各類型之衰變鈾彈

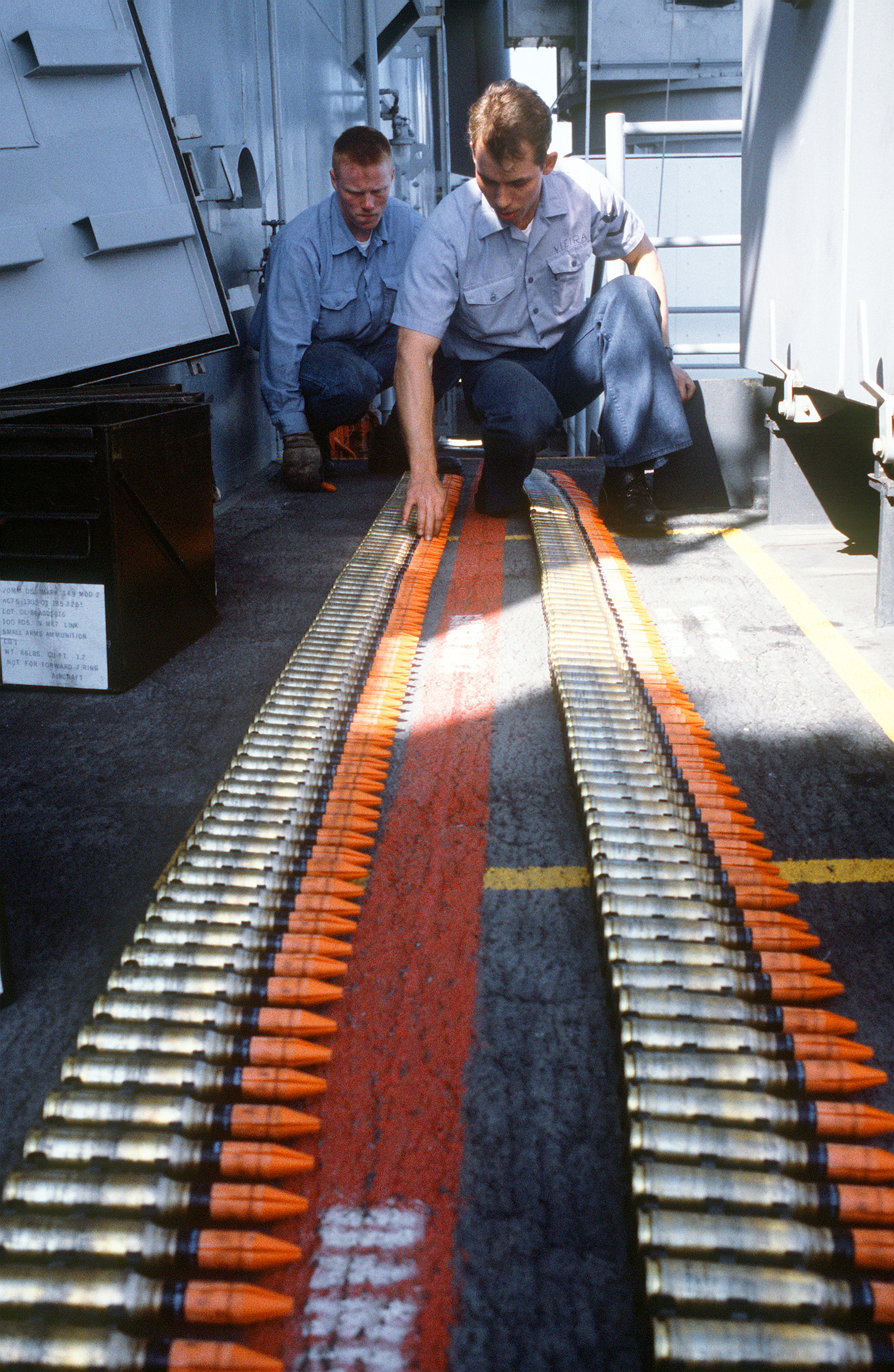
MK15 Block 0方陣近迫武器系統的M61A1火神式機炮適用的MK149 20mm衰變鈾彈

PGU-14/B
美國空軍的30mm衰變鈾彈，約300g，99.25%為貧化鈾，A-10雷霆二式攻擊機及守門員近迫武器系統的GAU-8復仇者機炮適用。
M735A1
美國陸軍的105mm衰變鈾彈，約2.2kg，M60巴頓戰車及M1艾布蘭主力戰車的M68A1戰車砲適用。
M774
美國陸軍的105mm衰變鈾彈，約3.4kg的貧化鈾彈，實戰中較M735A1準確。
M829/E1/E2
美國陸軍的120mm衰變鈾彈，約4.9kg，M1A1艾布蘭主力戰車及M1A2艾布蘭主力戰車的M256A1戰車砲與獅鷲輕型坦克及M10布克戰車的XM360戰車砲適用。
M833
美國陸軍的105mm衰變鈾彈，約3.7kg，獅鷲輕型坦克及M10布克戰車的M35戰車砲適用。
XM900E1
美國陸軍的105mm衰變鈾彈，約10kg。
XM919
美國陸軍的25mm衰變鈾彈，約85g，M2布雷德利及MK38遙控機炮系統的M242巨蝮式鏈炮適用。
MK149
美國海軍的20mm衰變鈾彈，約100g，MK15 Block 0方陣近迫武器系統的M61火神式機炮適用。

## 實戰上的使用
1991年的波斯灣戰爭中，美軍實際用來對付伊拉克的戰車部隊（官方聲明用了約300噸）。
之後，北約多國籍軍隊介入波士尼亞戰爭與科索沃战争時，也在波斯尼亞用了約1萬發、在科索沃用了約3萬發的衰變鈾彈。
而一般認為2003年3月以後的伊拉克戰爭中，美國亦大量使用了衰變鈾彈。
因應俄羅斯入侵烏克蘭，英、美兩國於2023年3月及9月，先後向烏克蘭提供衰變鈾彈，以對付俄羅斯地面部隊。

## 健康危害
波斯灣戰爭後，美軍的回國士兵就不少人發生「波斯灣戰爭戰爭綜合症」的疾病，有人主張衰變鈾是造成這種疾病的原因之一，但官方否認。另外過去使用到衰變鈾彈的伊拉克、波斯尼亞與科索沃等地區，白血病的罹患率與畸形兒的出生率有所增加。